# Rufus S. Frost

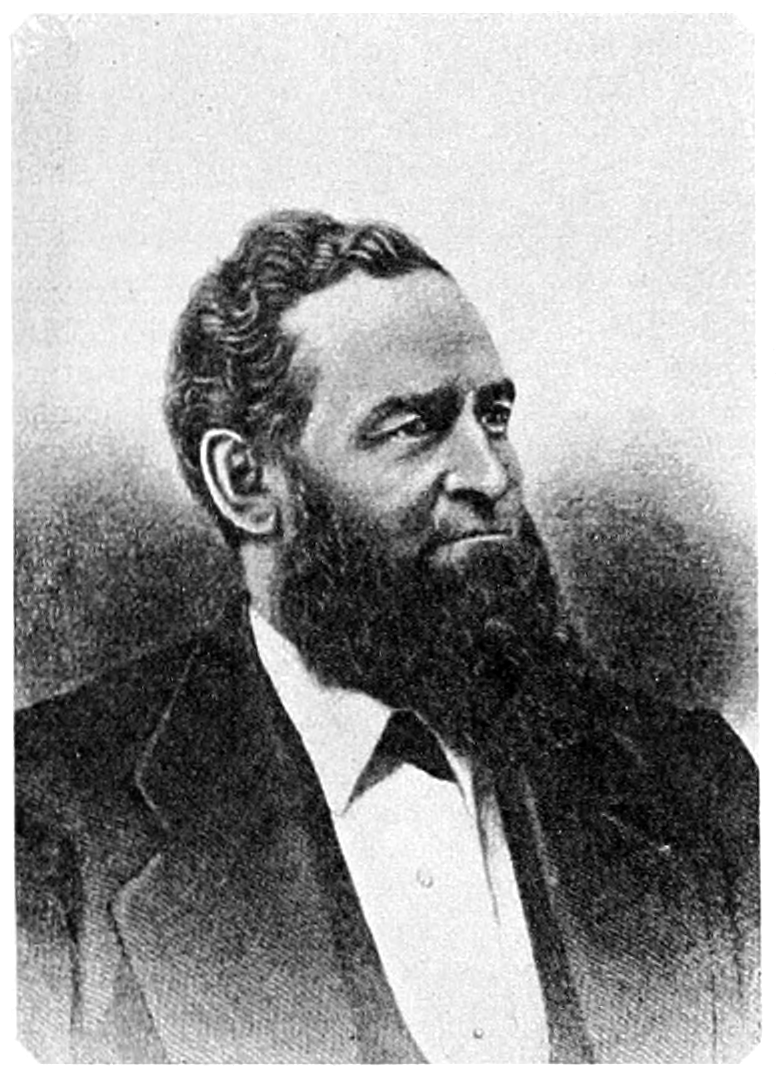
Rufus S. Frost, 1890

Rufus Smith Frost (* 18. Juli 1826 in Marlborough, Cheshire County, New Hampshire; † 6. März 1894 in Chicago, Illinois) war ein US-amerikanischer Politiker. In den Jahren 1875 und 1876 vertrat er den Bundesstaat Massachusetts im US-Repräsentantenhaus.

## Werdegang
Bereits im Jahr 1833 kam Rufus Frost nach Boston, wo er die öffentlichen Schulen besuchte. Danach arbeitete er im Handel. Außerdem begann er eine politische Laufbahn. In den Jahren 1867 und 1868 war er Bürgermeister von Chelsea; von 1871 bis 1872 saß er im Senat von Massachusetts. Danach gehörte er bis 1874 zum Beraterstab des Gouverneurs. Bei den Kongresswahlen des Jahres 1874 wurde Frost als Kandidat der Republikanischen Partei im vierten Wahlbezirk von Massachusetts in das US-Repräsentantenhaus in Washington, D.C. gewählt, wo er am 4. März 1875 die Nachfolge von Samuel Hooper antrat. Allerdings legte sein Gegenkandidat Josiah Gardner Abbott gegen das Wahlergebnis Widerspruch ein. Als diesem stattgegeben wurde, musste Frost sein Mandat am 28. Juli 1876 an Abbott abtreten. Im Jahr 1876 bewarb er sich erfolglos um seine Rückkehr in den Kongress.
Zwischen 1877 und 1884 fungierte Frost als Bundesvorsitzender der Vereinigung der Wollhersteller. Von 1878 bis 1880 war er Vorsitzender des Handelsausschusses von Boston. Außerdem war er Präsident der Musikakademie New England Conservatory of Music. Frost zählte auch zu den Gründern der New England Law and Order League und des Boston Art Club. Im Juni 1892 nahm er als Delegierter an der Republican National Convention in Minneapolis teil, auf der US-Präsident Benjamin Harrison zur Wiederwahl nominiert wurde. Rufus Frost starb am 6. März 1894 in Chicago und wurde in Chelsea beigesetzt.